# Підбор'є
Підбо́р'є (рос. Подборье) — присілок у складі Великоустюзького району Вологодської області, Росія. Входить до складу Орловського сільського поселення.

## Населення
Населення — 8 осіб (2010; 10 у 2002).
Національний склад (станом на 2002 рік):
- росіяни — 100 %